# Овод, Евгения Викторовна
Евгения Викторовна Овод (род. 10 ноября 1982) — российская шахматистка, международный мастер (2001), гроссмейстер (2001) среди женщин.
Чемпионка России до 18 лет (1998).
В составе 2-й сборной России участница 33-й Олимпиады (1998) в Элисте.
Победитель Кубка европейских клубов (2009) в составе клуба «Спартак» (г. Видное Московской обл.).

## Изменения рейтинга
| Графики недоступны из-за технических проблем. См. информацию на Фабрикаторе и на mediawiki.org. |